# الحقيقة والعدالة
الحقيقة والعدالة (الإستونية: Tõde ja õigus) فيلم دراما ملحمي إستوني من إخراج تانيل توم. الفيلم مقتبس من المجلد الأول من رواية ملحمية تحمل نفس الاسم للكاتب أ. هـ. تامساري.

## روابط خارجية
- الحقيقة والعدالة على موقع IMDb (الإنجليزية)
- الحقيقة والعدالة على موقع ألو سيني (الفرنسية)
- الحقيقة والعدالة على موقع قاعدة بيانات الفيلم (الإنجليزية)
- الحقيقة والعدالة على موقع ليتربوكسد (الإنجليزية)
- الحقيقة والعدالة على موقع كينوبويسك (الروسية)